# Musée de l'histoire d'Azerbaïdjan
Le musée de l’histoire d’Azerbaïdjan (en azéri : Azərbaycan tarixi Muzeyi) est un musée de Bakou, la capitale de l'Azerbaïdjan. Il a été fondé en 1920.

## Histoire du musée
En juin 1920, dans le département des Affaires extrascolaires du commissariat du peuple à l’éducation de la République socialiste soviétique d'Azerbaïdjan a été établi le sous-département « Muzexcurs », ayant reçu plus tard le statut du musée — « musée éducatif du pays natal— Istiglal (indépendance) ». Ultérieurement, le musée a plusieurs fois changé de nom. Dès juillet 1920, le musée a fonctionné dans la maison privée de l’industriel pétrolier et célèbre mécène H.Z.Taghiyev. Il était renommé le 25 octobre 1920 « musée national de la RSS d’Azerbaïdjan », et en mai 1921, il a reçu ses premiers visiteurs.
Le 28 juillet 2022, par décret du président de l'Azerbaïdjan, le Musée national de l'histoire de l'Azerbaïdjan de l'ANSA, le Musée de la littérature azerbaïdjanaise Nizami Gandjavi et Maison-musée de Huseyn Djavid ainsi que leurs biens, ont été transférés à la subordination du ministère de la Culture d'Azerbaïdjan.

## Caractéristiques du musée

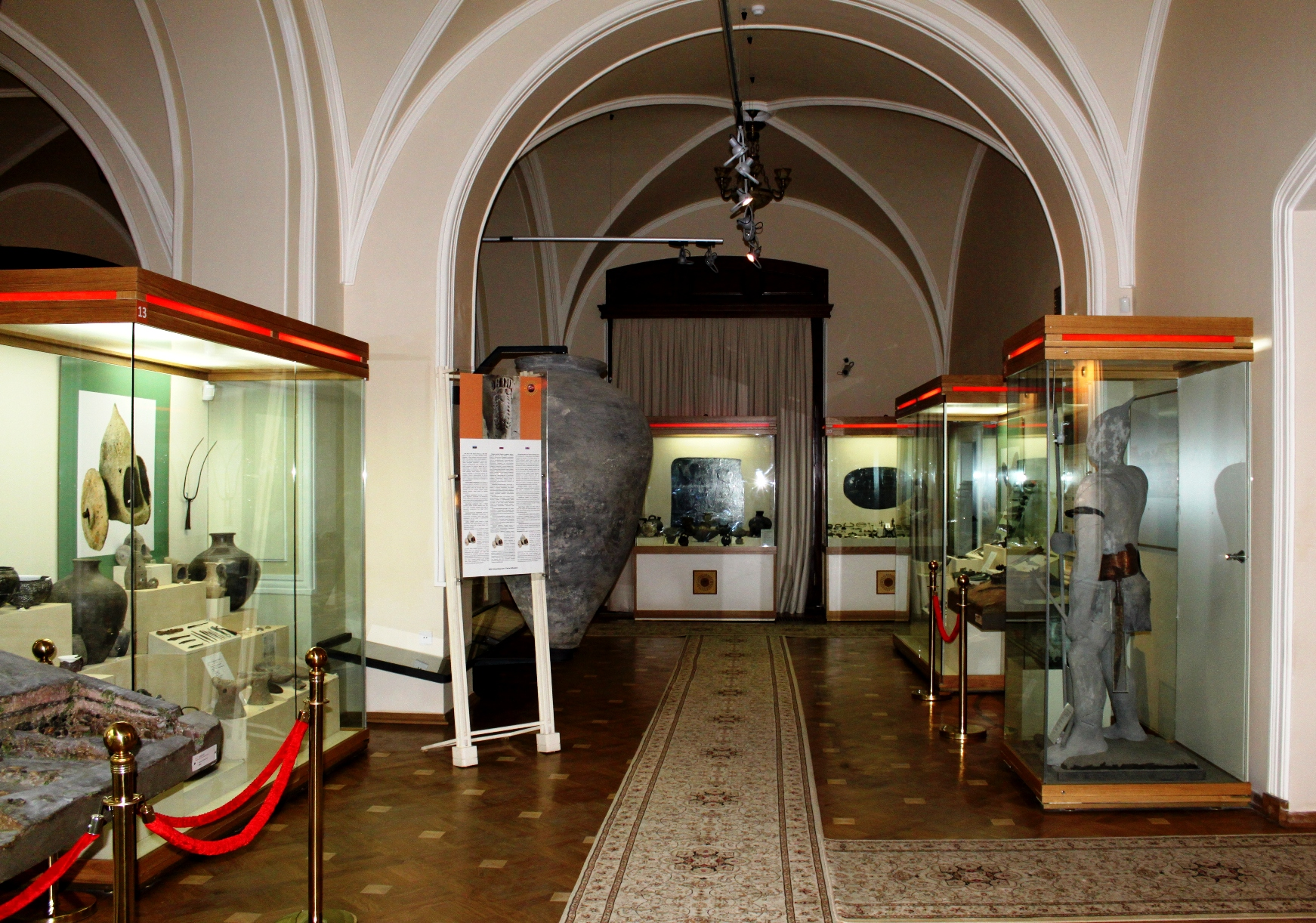
Une des salles du musée.

La surface utile du bâtiment est de 3 000 m2, dont 2 000 sont réservés à l’exposition scientifique, où l’histoire de l’Azerbaïdjan, des temps anciens jusqu’à nos jours est reproduite conformément aux monuments de la culture matérielle et spirituelle, aux documents authentiques de l’histoire politique et de la vie socio-économique du pays.
Dans les premiers temps, dans le musée, on trouvait des sections d'histoire, d’ethnographie, de zoologie, d’archéologie, de botanique, de beaux-arts, d’artisanat, d’éducation, ainsi que la Société azerbaïdjanaise d’étude du pays et la Commission pour la protection des monuments anciens.
En 1925, une reconstruction du musée a été réalisée selon le plan adopté au conseil du Commissariat de l’Éducation populaire. En conséquence, les sections de l’histoire, d’ethnographie, d’art, de biologie et de géologie ont poursuivi leur activité. Une grande bibliothèque contenant des livres sur le Caucase et l’Orient musulman poursuivait aussi son fonctionnement.
Des changements structurels se sont produits au musée les années suivantes. Le 31 mars 1936, le Conseil des commissaires du peuple a adopté une décision relative à la réorganisation du musée national azerbaïdjanais dans le but de créer un musée avec un profil historique et de le renommer musée de l'histoire d’Azerbaïdjan. Le musée a été confié à la filiale de l’Académie des sciences de l'Union soviétique.
Dans les années 1940, une partie de l’exposition se trouvait dans la maison de Taghiyev, une autre partie était au palais des Chirvanchahs. D’abord, tous les établissements administratifs ont été sortis de la maison de Taghiyev en 1953, et ensuite, au printemps 1969, les archives historiques centrales. L’immeuble a été entièrement mis à la disposition du musée.

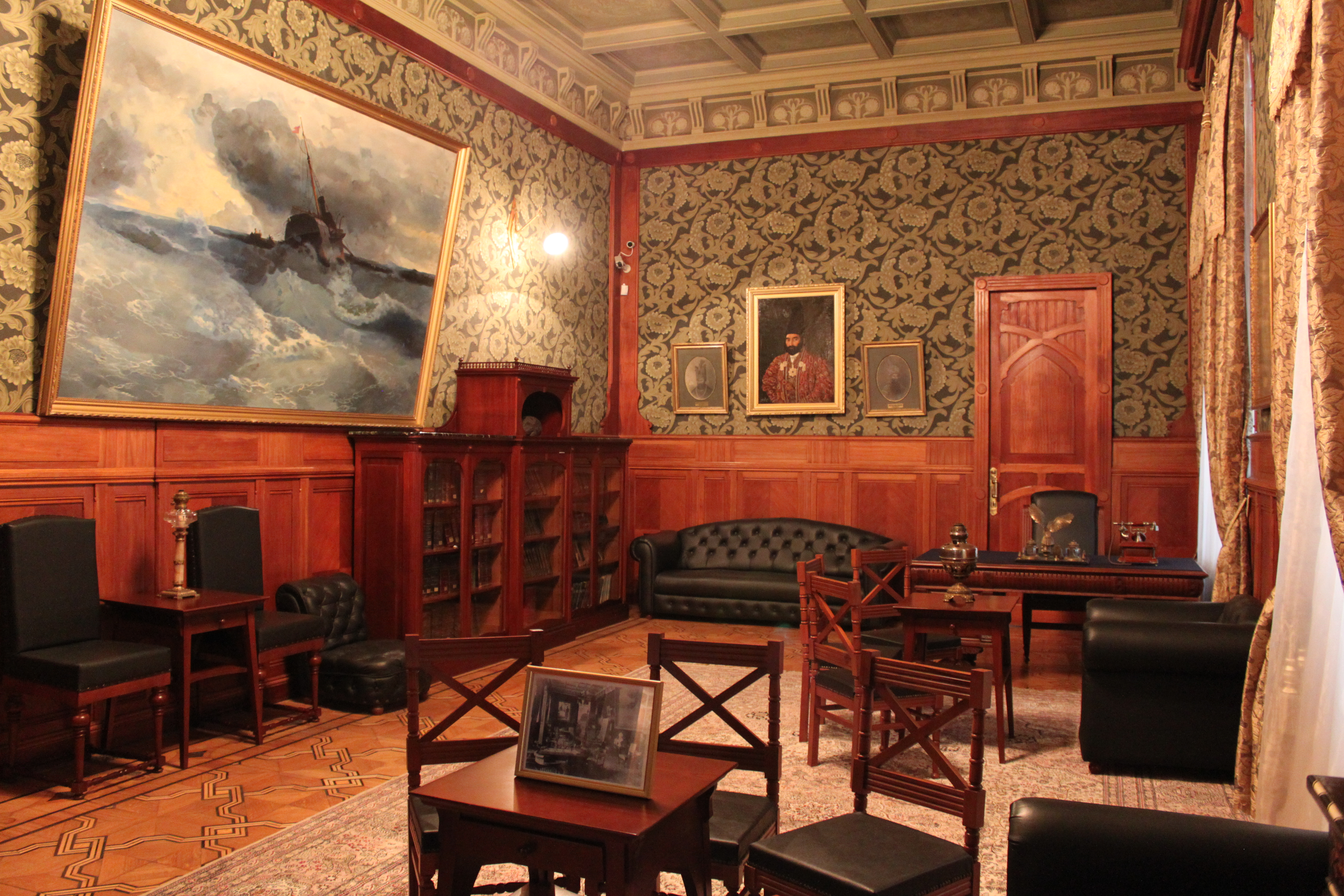
Bureau.
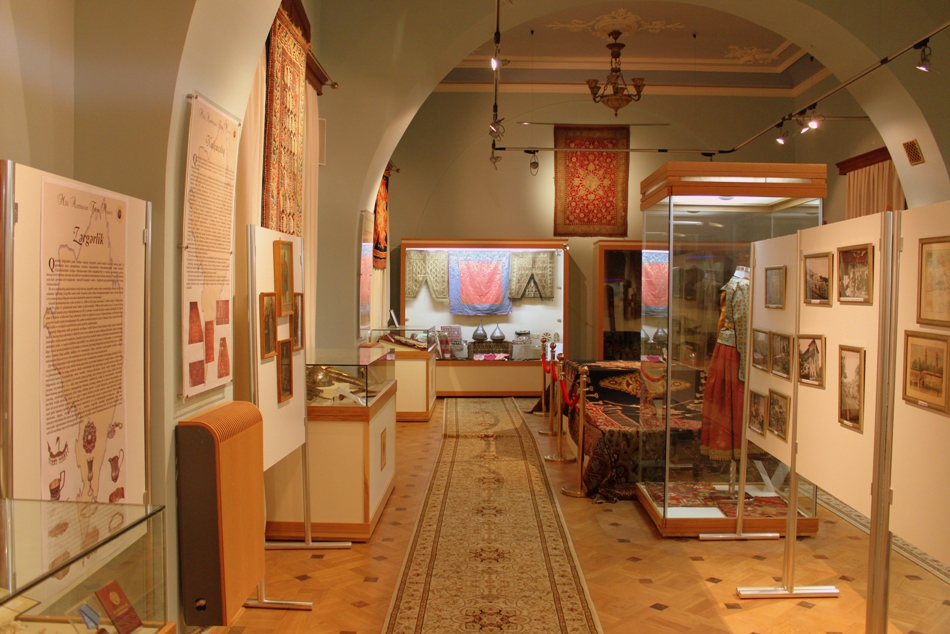
Une des salles du musée.
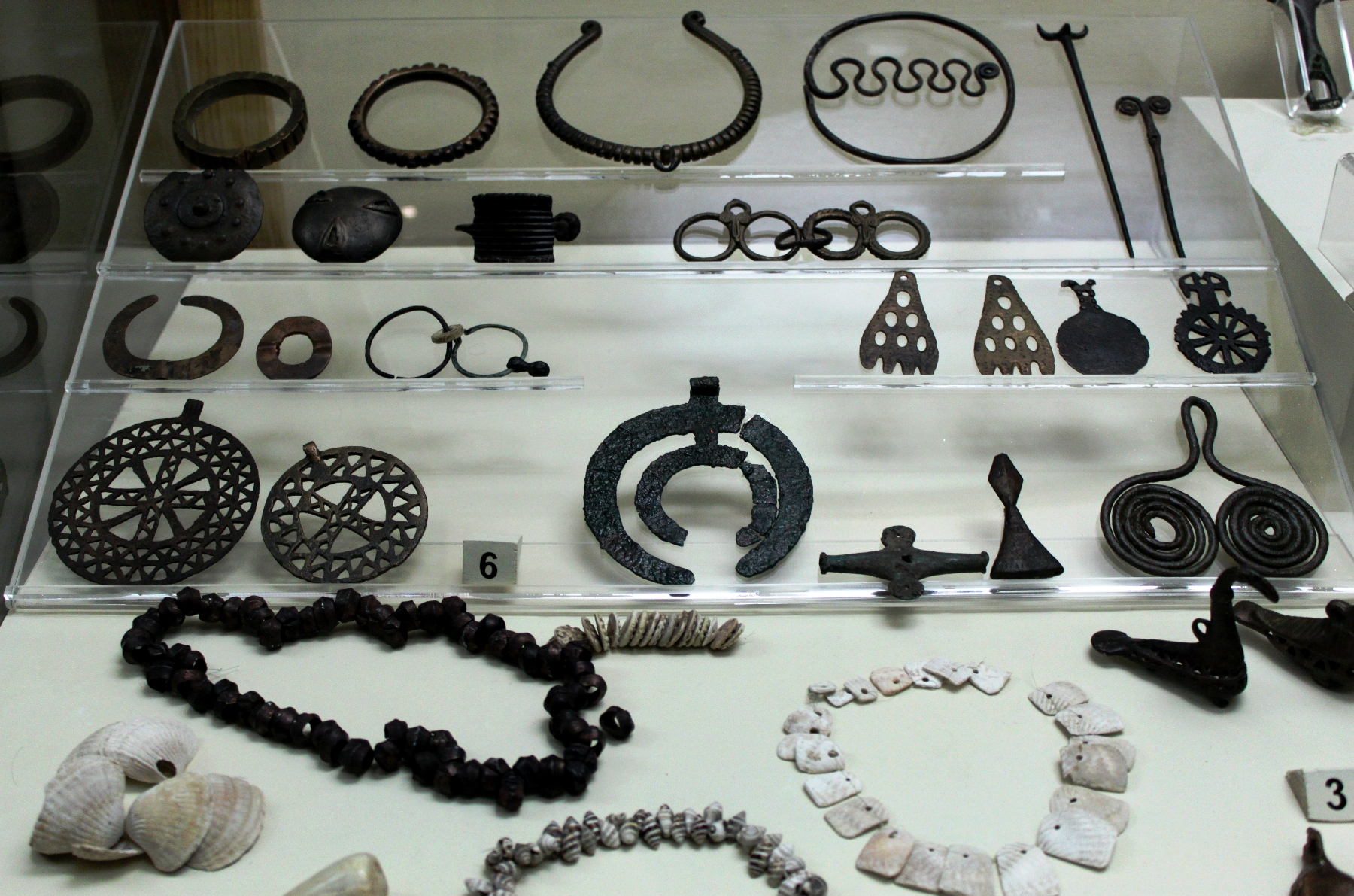
Décorations en cuivre.
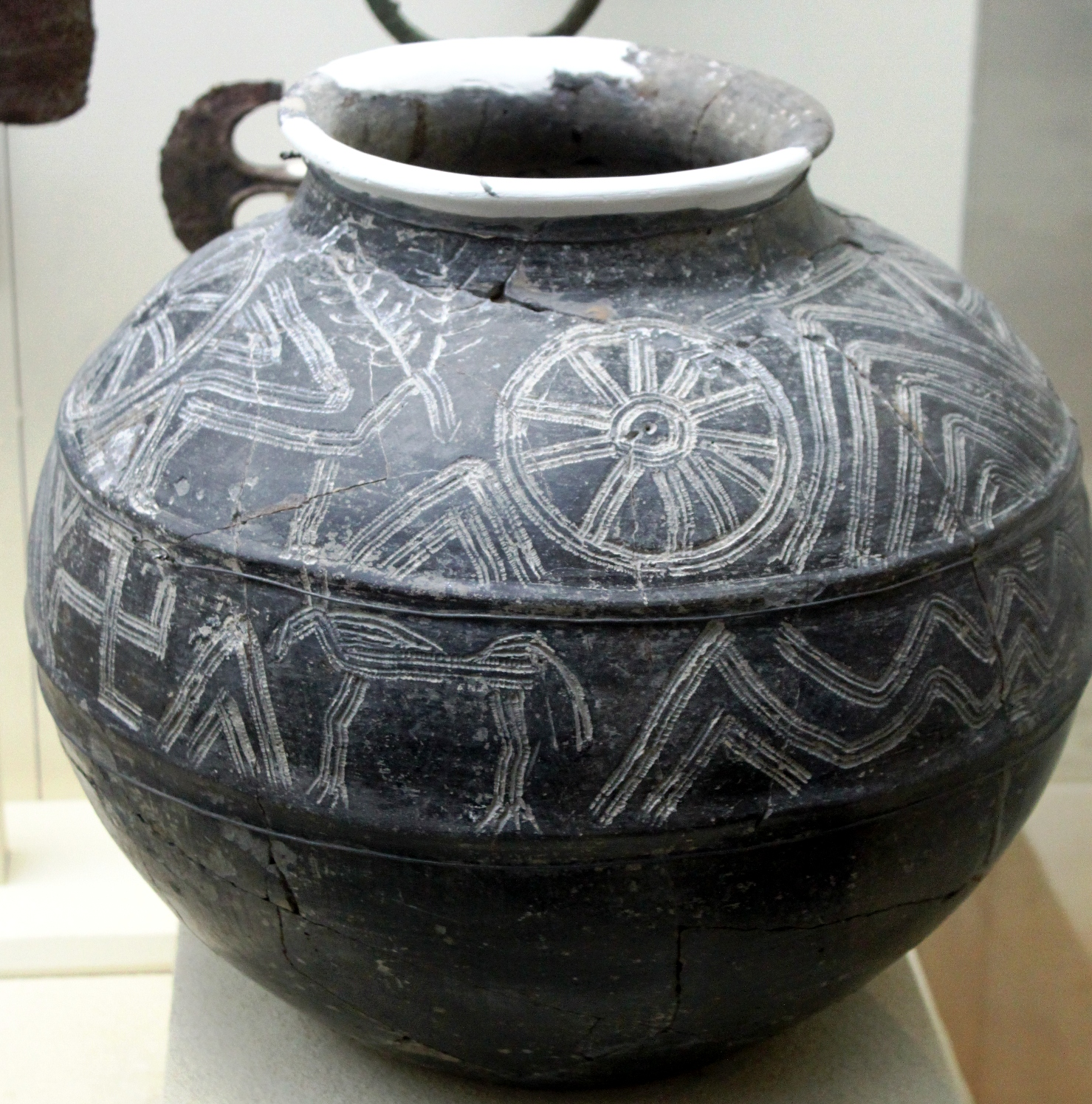
Un vase en argile avec une croix gammée.

## Histoire contemporaine
Actuellement, 6 sections fonctionnent au musée (section d’exposition et du fonds d’histoire de l’Azerbaïdjan de la période ancienne et médiévale, section d’exposition et du fonds d’histoire de l’Azerbaïdjan de la nouvelle période, celle de la période contemporaine, section des fonds numismatiques et épigraphiques, celle des fonds ethnographiques, section des excursions scientifiques et du travail de masse). Il existe aussi un laboratoire pour la restauration des pièces de musée, un groupe de décoration, un groupe de sécurité des expositions, un groupe de réception et d’achat de pièces de musée et une bibliothèque.
La quantité totale des pièces de valeur de musée dépasse les 300 000 unités conservées, dont 20 000 sont exposées et le reste est conservé dans les dépôts scientifiques : numismatique (plus de 150 000), archéologique (93 000), ethnographique (9 000), d’arme (2 300), scientifique (12 000), fonds de métaux précieux (15 000), négatifs de films (10 000), fonds de livres rares (4 570). Le musée publie le recueil d’articles « Matériels sur l’histoire d’Azerbaïdjan ».